# Cuevas del Campo
Cuevas del Campo é um município da Espanha na província de Granada, comunidade autónoma da Andaluzia, de área 97 km² com população de 2032 habitantes (2007) e densidade populacional de 21,19 hab/km².

## Demografia
| Variação demográfica do município entre 1991 e 2004 | Variação demográfica do município entre 1991 e 2004 | Variação demográfica do município entre 1991 e 2004 | Variação demográfica do município entre 1991 e 2004 |
| --------------------------------------------------- | --------------------------------------------------- | --------------------------------------------------- | --------------------------------------------------- |
| 1991                                                | 1996                                                | 2001                                                | 2004                                                |
| 2303                                                | 2314                                                | 2098                                                | 2048                                                |